# Municipio de Westphalia (Míchigan)
El municipio de Westphalia (en inglés: Westphalia Township) es un municipio ubicado en el condado de Clinton en el estado estadounidense de Míchigan. En el año 2010 tenía una población de 2365 habitantes y una densidad poblacional de 25,66 personas por km².

## Geografía
El municipio de Westphalia se encuentra ubicado en las coordenadas 42°53′57″N 84°46′40″O / 42.89917, -84.77778. Según la Oficina del Censo de los Estados Unidos, el municipio tiene una superficie total de 92.17 km², de la cual 91,99 km² corresponden a tierra firme y (0,2 %) 0,19 km² es agua.

## Demografía
Según el censo de 2010, había 2365 personas residiendo en el municipio de Westphalia. La densidad de población era de 25,66 hab./km². De los 2365 habitantes, el municipio de Westphalia estaba compuesto por el 97,76 % blancos, el 0,08 % eran afroamericanos, el 0,13 % eran amerindios, el 0,21 % eran asiáticos, el 0,76 % eran de otras razas y el 1,06 % eran de una mezcla de razas. Del total de la población el 2,16 % eran hispanos o latinos de cualquier raza.